# پگی وود
پگی وود (انگلیسی: Peggy Wood; ۹ فوریهٔ ۱۸۹۲ – ۱۸ مارس ۱۹۷۸) یک هنرپیشه اهل ایالات متحده آمریکا بود.
از فیلم‌ها یا برنامه‌های تلویزیونی که وی در آن نقش داشته‌است می‌توان به اشک‌ها و لبخندها اشاره کرد.